# لیپووا (ناحیه پروستییوف)
لیپووا (به چکی: Lipová) یک منطقهٔ مسکونی در جمهوری چک است که در ناحیه پروستییوو واقع شده‌است.
 لیپووا  ۷۶۷ نفر جمعیت دارد.